# Millettia eriocarpa
Millettia eriocarpa é uma espécie vegetal da família Fabaceae.
Apenas pode ser encontrada na Tanzânia.